# Премія імені Якова Гальчевського
Премія імені Якова Гальчевського «За подвижництво у державотворенні» — щорічна загальнодержавна премія, яку присуджують у декількох номінаціях. Має ім'я отамана Якова Гальчевського (повстанське псевдо — «Орел», «Орлик», «Войнаровський») — полковника армії УНР, останнього командувача повстанських сил Правобережної України у 1922 році.

## Історія
Премія імені Якова Гальчевського «За подвижництво у державотворенні» була заснована 1995 року за ініціативою письменника, журналіста і громадського діяча Богдана Теленька Хмельницькою обласною організацією Української Республіканської партії та редколегією її тодішньої газети «Час». Напередодні Дня Соборності 1995 року вони визначили перших лауреатів премії. Ними стали Левко Лук'яненко та Іван Коляска.
До 2002 року функції оргкомітету премії виконували Хмельницька обласна організація Української Республіканської партії спільно з журналістами газети «Час», а беззмінним її головою був Богдан Теленько. До того часу премія була регіональною, а всеукраїнську номінацію «політик» присуджували тільки активістам УРП. Потім шефство над Премією взяло культурологічне Товариство Якова Гальчевського, засноване ініціатором вручення Премії, Богданом Теленьком. З 2003-го Премія імені Якова Гальчевського має статус загальнонаціональної. На 2015 рік число лауреатів премії сягає понад сотню осіб. Серед них — літератори, науковці, політики, громадські діячі, журналісти, видавці, представники влади, митці.

## Визначення лауреатів та вручення
Рішення щодо присудження Премії виноситься шляхом рейтингового опитування лауреатів попередніх років, які згідно з положенням про премію можуть перемагати у ній лише один раз. Переможці оголошуються напередодні Дня Соборности України громадським комітетом премії. За традицією вшанування лауреатів премії тривають до Дня Незалежності України.

## Номінації
- «Політик»;
- «За відродження традицій національного меценатства»;
- «За науково-дослідницьку діяльність»;
- «За літературно-публіцистичну діяльність»;
- «За популяризацію української книжки»;
- «Громадський діяч»;
- «За відстоювання геополітичних інтересів України»;
- «За видавничу діяльність».

## Лауреати

### 1996 рік
- Кравчук Василь Іванович — письменник, сатирик.
- Басиров Валерій Магафурович — письменник, видавець.
- Руцький Микола Миколайович — публіцист, журналіст.

### 1997 рік
- Коляска Іван Васильович — письменник, громадський діяч, громадянин Канади.
- Матвіюк Кузьма Іванович — публіцист, правозахисник, голова Хмельницької обласної організації Товариства політв'язнів та репресованих.
- Вовкодав Володимир Петрович — краєзнавець, етнограф, директор музею Устима Кармалюка у с. Кармелюкове Вінницької області.

### 1998 рік
- Балема Микола Опанасович — композитор, народний артист України, художній керівник та головний диригент, академічного ансамблю «Козаки Поділля».
- Іов Іван Павлович — поет.
- Бохонок Тарас Віталійович — поет.
- Чекман Михайло Костянтинович — Хмельницький міський голова.
- Рудик Іван Леонтійович — голова ВАТ «Проскурів».

### 1999 рік
- Гуреїв Юрій Іванович — керівник ансамблю танцю «Подолянчик».
- Журко Олекса Іванович — історик.
- Воньо Мирослав Михайлович — поет-пісняр.
- Гординчук Микола Петрович — журналіст.

### 2000 рік
- Сваричевський Анатолій Володимирович — краєзнавець.
- Діденко Зоя Олександрівна — голова Хмельницького міського Товариства української мови імені Тараса Шевченка «Просвіта».
- Коваль Роман Миколайович — письменник, журналіст, президент історичного клубу «Холодний Яр».
- Ванжула (Федунець) Олександра Семенівна — поетеса.

### 2001 рік
- Гірник Павло Миколайович — поет, лауреат Національної премії імені Тараса Шевченка.
- Мазур Микола Миколайович — народний художник України.
- Мазур Богдан Миколайович — скульптор, лауреат Національної премії імені Тараса Шевченка.
- Мазур Людмила Олександрівна — майстер в галузі витинанки.

### 2002 рік
Премію не присуджували.

### 2003 рік
Відомості відсутні.

### 2004 рік
- Ющенко Віктор Андрійович — політик, голова політичного об'єднання «Наша Україна».
- Приступа Микола Іванович — громадський діяч, воїн-афганець.
- Тимошик Микола Степанович — доктор філологічних наук, вчений, журналіст, публіцист, літературний критик, видавець.
- Чайковський Михайло Євгенович — ректор Хмельницького інституту соціальних технологій Університету «Україна», кандидат педагогічних наук.
- Ворона Микола Володимирович — генеральний директор Хмельницького міського споживчого товариства «Кооператор».
- Семенюк Євген Валерійович — журналіст, публіцист.

### 2005 рік
- Матвієнко Анатолій Сергійович — народний депутат України.
- Степанков Валерій Степанович — доктор історичних наук, професор Кам'янець-Подільського державного університету.
- Ануфрієв Юрій Анатолійович — керівник Хмельницького обласного відділення Комітету виборців України.
- Берека Віктор Євгенович — ректор Хмельницького гуманітарно-педагогічного інституту.
- Сирчин Борис Архипович — генеральний директор ЗАТ «Октант».
- Слободянюк Тетяна Василівна — журналіст, завідувач відділом національного відродження, культури та освіти обласної газети «Подільські вісті».
- Савчук Петро Миколайович — поет.

### 2006 рік
Відомості відсутні.

### 2007 рік
- Матіос Марія Василівна — письменниця.
- Федунець Микола Федорович — письменник, поет.
- Радишевський Ростислав Петрович — доктор філологічних наук, професор
- Пантюк Сергій Дмитрович — письменник, громадський діяч.
- Пенчук Борис Володимирович — громадський діяч, публіцист.
- Горбатюк Василь Іванович — письменник, директор Хмельницького обласного літературного музею (співавтор книги «За тебе свята Україно»).
- Мицак Нестор Степанович — історик, письменник (співавтор книги «За тебе свята Україно»).
- Малкович Іван Антонович — український поет і видавець, власник і директор видавництва «А-БА-БА-ГА-ЛА-МА-ГА».

### 2008 рік
Відомості відсутні.

### 2009 рік
Відомості відсутні.

### 2010 рік
- Івшина Лариса Олексіївна — головний редактор газети «День»
- Сергійчук Володимир Іванович — історик, доктор історичних наук, професор, директор Центру українознавства.
- Слободянюк Петро Якович — історик, архівіст, викладач.
- Білий Леонід Григорович — кандидат педагогічних наук, директор Хмельницького інституту МАУП.
- Лукашук Олег Григорович — народний депутат України.

### 2011 рік
- Тимошенко Юлія Володимирівна — голова Всеукраїнського об'єднання «Батьківщина».
- Шкляр Василь Миколайович — письменник.
- Тупілко Віктор Петрович — громадський діяч, голова Всеукраїнської громадської організації «Чорнобиль-Допомога».
- Мошак Мирослав Іванович — видавець, засновник видавництва «Медобори».
- Маркова Світлана Василівна — історик, кандидат історичних наук.
- Герега Галина Федорівна, Герега Олександр Володимирович — засновники Національної мережі будівельно-господарських гіпермаркетів «Епіцентр К».

### 2012 рік
- Тягнибок Олег Ярославович — народний депутат України, голова Всеукраїнського об'єднання «Свобода».
- Логуш Юрій Омелянович, Логуш Тетяна Іванівна — засновники Всеукраїнського літературного конкурсу «Коронація слова».
- Завальнюк Костянтин Вікторович — історик, провідний архівіст Державного архіву Вінницької області, член історичного клубу «Холодний Яр».
- Кралюк Петро Михайлович — письменник, філософ, публіцист, проректор Національного університету «Острозька академія».
- Ватуляк Михайло Васильович — голова Асоціації видавців та книгорозповсюджувачів Львівщини.
- Бурлака Іван Федорович — громадський діяч, голова Літинських районних осередків Братства ОУН-УПА та Товариства «Меморіал» Вінницької області.
- Мазур Ігор Петрович — голова політради Української Національної Асамблеї.
- Семків Ростислав Андрійович — директор видавництва «Смолоскип».

### 2013 рік
- Доній (Олесь) Олександр Сергійович — народний депутат України.
- Слабошпицький Михайло Федотович — письменник, видавець, громадський діяч.
- Воробей Петро Петрович — письменник, публіцист.
- Капранов Віталій Віталійович — письменник, публіцист, громадський діяч.
- Капранов Дмитро Віталійович — письменник, публіцист, громадський діяч.
- В'ятрович Володимир Михайлович — історик, публіцист.
- Лосєв Ігор Васильович — публіцист, журналіст, політолог.
- Демчук Олег Віленович — голова координаційної ради громадсько-політичного об'єднання «Гідність» м. Кам'янець-Подільський.
- Демкура Тарас Володимирович — підприємець.

### 2014 рік
- Квіт Сергій Миронович — президент Києво-Могилянської академії, міністр освіти та науки України.
- Жупанський Олег Іванович — засновник та директор «Видавництва Жупанського».
- Карась Петро Прокопович — письменник, поет.
- Кіпіані Вахтанг Теймуразович — публіцист, історик, громадський діяч.
- Федорчук Станіслав Сергійович — публіцист.
- Куценко Григорій Петрович — голова Київського міського товариства політв'язнів і репресованих.
- Панченко Олександр Іванович — правозахисник, голова Інституту Українського вільного козацтва імені Антона Кущинського.
- Булатецький Микола Іванович — підприємець, громадський діяч.
- Парандій Валентина Олександрівна — історик, директор Хмельницького економіко-правового коледжу МАУП.

### 2015 рік
- Санін Олесь Геннадійович — режисер.
- Жадан Сергій Вікторович — письменник, поет, перекладач, громадський активіст.
- Ненцінський Анатолій Йосипович — поет, журналіст.
- Варкач Георгій Федорович — художник.
- Веригіна Ірина Костянтинівна — голова Луганської облдержадміністрації (березень-вересень 2014 рок, голова Луганської облорганізації ВО «Батьківщина».

### 2016 рік[1]
- Рефат Чубаров — голова Меджлісу кримськотатарського народу.
- Борис Гуменюк — поет.
- Петро Ящук — прозаїк.
- Ігор Сендюков — публіцист.
- Лілія Мусіхіна — волонтерка, письменниця.
- Юрій Завадський — гендиректор і фундатор видавництва «Крок».
- Сергій Захаров — художник.

### 2017 рік[2]
- Юрій Шухевич — Герой України, народний депутат України.
- Василь Слапчук — український поет, прозаїк та критик.
- Сергій Грабовський — публіцист, філософ, політолог та історик, поет.
- Микола Мартинюк — директор ПВД «Твердиня», письменник, критик, журналіст.
- Оксана Радушинська — волонтер, літератор та журналістка.
- Олена Задорожна — волонтер, літератор та журналістка.
- Олекса Бик — бард, поет, учасник бойових дій.
- Ігор Білий — бард, поет, учасник бойових дій.
- Тарас Компаніченко — музикант, співак керівник формації «Хорея козацька».
- Іван Крутилко — генеральний директор ПАТ «Будальянс Груп».
- Марія Туцька — голова Перемишльського відділу Об'єднання українців у Польщі.

### 2018 рік[3]
- Степан Хмара — Герой України.
- Любов Якимчук — письменниця.
- Євген Положій — письменник.
- Анатолій Ненцінський — письменник.
- Андрій Гончарук — засновник і директор видавництва «Люта справа».
- Іван Капсамун — публіцист.
- музичний гурт «Рутенія», керівник Анатолій Сухий.
- Микола Балдецький — засновник українського ансамблю танцю «Веснянка» (Канада).
- протоієрей Сергій (Дмитрієв) — засновник та голова благодійного фонду «ELEOS-Україна», заступник голови синодального відділу соціального служіння та благодійності УПЦ КП, військовий капелан.
- Ахтем Сеїтаблаєв — режисер, актор.
- Володимир Байдич — історик.
- Сергій Дзюба — письменник.
- Тетяна Дзюба — письменниця.
- Віталій Шкрібляк — підприємець.

### 2019 рік[4]
- Дмитро Ярош — військово-політичний діяч, командувач Української добровольчої армії, народний депутат України;
- Володимир Шовкошитний — письменник;
- Іван Андрусяк — письменник;
- Юрій Сорока — письменник;
- Олег Гончаренко — поет, прозаїк, перекладач, критик;
- Мар'яна Савка — поетеса, засновник і головний редактор «Видавництва Старого Лева»;
- Олександр Слободян — політик, президент АТ «Оболонь»;
- Світлана Чорна — кореспондент газети «Голос України»;
- Наталія Іщенко — журналіст-міжнародник;
- Володимир Смотритель — Народний артист України;
- Лариса Скрипникова — голова Товариства української культури «Калина» в Карелії (РФ);
- Богдан Галайко — директор Науково-дослідного інституту українознавства МОН України;
- Євген Баран — літературознавець, письменник.

### 2020 рік[5]
- Богдан Червак — голова Організації українських націоналістів;
- Павло Ґрод — президент Світового конґресу українців;
- Вадим Вітковський — письменник;
- Микола Рябий — письменник;
- Олександр Астаф'єв — доктор філологічних наук, професор КНУ імені Т. Г. Шевченка, письменник;
- Ярослав Савчин — письменник, перекладач, художник, журналіст;
- Тарас Ткаченко — режисер;
- Василь Овсієнко — публіцист, політик;
- Андрій Мацейко — журналіст;
- Віктор Адамський — історик;
- Руслан Андрійко — голова ГО «Голосіївська криївка»;
- Віталій Кривий — голова ГО «Кипоровий яр»;
- Сергій Гребінь — підприємець;
- Василь Теремко — директор "Видавничого центру «Академія»;
- Сергій Висоцький — голова Білоруської партії свободи, координатор «Міжнародного комітету допомоги Україні».

### 2021 рік[6]
- Сергій Кривонос — генерал Збройних сил України;
- Малгожата Гошєвська — польський політик, віце-маршалок Сейму Польщі;
- Богдан Клід — директор Дослідно-освітнього консорціуму з вивчення Голодомору Канадського інституту українських студій Альбертського університету, історик;
- Юрій Ковалів — доктор філологічних наук, професор КНУ ім. Т. Г. Шевченка, письменник;
- Віталій Запека — письменник;
- Олександр Косенко — письменник;
- Євген Букет — головний редактор газети «Культура і життя»;
- Тарас Чухліб — доктор історичних наук;
- Валентина Базелюк — голова волонтерської громадської організації «ДІЯ»;
- Павло Каленич — директор агрофірми «Ольгопіль»;
- Володимир Хоменко — підприємець, інвестор, науковець, громадський діяч;
- Дмитро Сапіга — директор видавництва «Каменяр»;
- Андрій Криштальський — директор видавництва «Терен».

### 2022 рік[7]
- Віра Соловйова — директорка ТОВ "Видавництво «Кліо»;
- Любов Голота — письменниця, голова редакційної колегії Всеукраїнського часопису «Слово Просвіти»;
- Валерій Хмелівський — письменник;
- Василь Піддубний — письменник;
- Ігор Фарина — літературний критик, письменник, перекладач;
- Надія Бойко — поетеса.

### 2024 рік[8]
- Валерій Залужний — Головнокомандувач Збройних сил України (2021-2024 рр.), Надзвичайний і Повноважний посол України у Сполученому Королівстві Великої Британії й Північної Ірландії;
- Боріс Джонсон  — Прем’єр-міністр Великої Британії (2019-2022 рр.), політик, публіцист;
- Михайло Сидоржевський — голова Національної Спілки письменників України, засновник і головний редактор « Української літературної газети»;
- Оксана Сліпушко — завідувач кафедри історії української літератури, теорії літератури і літературної творчості Київського національного університету ім.Т.Г.Шевченка, доктор філологічних наук;
- Артур Закордонець —  письменник, військовослужбовець Збройних сил України;
- Колектив Національного історико-меморіального заповідника «Биківнянські могили»;
- Олеся Стасюк — голова Національної асоціації дослідників Голодомору-геноциду українців, генеральний директор Національного музею Голодомору-геноциду (2015 -2022 рр.), доктор історичних наук;
- Ігор Тисячний — голова Летичівської територіальної громади Хмельницької області, громадський діяч;
- Дмитро Лінартович   —  поет, актор театру і кіно, військовослужбовець Збройних сил України;
- Олександр Стебеляк  — видавець Української видавничої компанії «Наш формат».